# 渕上綾子
渕上 綾子（ふちがみ あやこ、1975年1月16日 - ）は、日本の政治家、トランスジェンダー。立憲民主党所属の北海道議会議員（2期）。

## 来歴
佐賀県小城市出身。男性として出生し、当時の名前は「大介」だったが、好意を持つのは小学生の頃より男性だった。1993年3月、佐賀県立小城高等学校卒業。1997年3月、富山大学理学部生物圏環境科学科卒業。1999年3月、北海道大学大学院地球環境科学研究科修了。同年、北海道大学低温科学研究所に勤務。2000年、農林水産省北海道農業試験場にて勤務。コメの品種改良に取り組む。
2001年にすすきののショークラブのダンサーとなる。2006年に性別変更し、戸籍名も改めた。ショークラブの客であった北海道議会議員の北口雄幸に誘われ、政界入りを決意する。
2019年1月15日、立憲民主党札幌支部は、任期満了に伴う北海道議会議員選挙・札幌市東区選挙区（定数4）の公認候補として、渕上の擁立を決定。同年4月7日に行われた2019年北海道議会議員選挙に、立憲民主党の公認と社民党の推薦を受けて立候補し、順位3位で初当選した。都道府県議会のLGBT議員は日本では尾辻かな子に続く二人目となる（トランスジェンダー議員としては初）。4月30日に就任。政界入りは性的少数者が暮らしやすい社会作りが目的で、背景にはショークラブの元同僚の自殺もあったという。札幌市の「パートナーシップ宣誓制度」を全道に広めることを目指す。
同年7月2日、第2回定例道議会で初の一般質問を行い、LGBTを巡る課題について質疑を行った。これに対し鈴木直道知事は「偏見や差別のない社会をつくる」と答弁した。
議員活動の傍ら、道内各地で講演会や勉強会などに参加。LGBTへの理解を広める活動を行っている。2020年1月18日には佐賀県教職員組合に呼ばれ、佐賀市で講演した。
2023年4月9日に行われた2023年北海道議会議員選挙に、立憲民主党の公認と社民党の推薦を受けて、札幌市東区選挙区に立候補し、順位2位で再選した。